# Adelaïde Leuhusen
Amalia Aurora Adelaïde Leuhusen, född Valerius 1 december 1828 i Stockholm, död 1923, var en svensk friherrinna, sångerska och målare.

## Biografi
Adelaïde Leuhusen var dotter till kanslirådet Johan David Valerius och hans hustru Kristina Aurora Ingell samt syster till Bertha Valerius. Hon visade tidigt anlag för såväl musik som måleri, och fick sin tidigaste utbildning i hemlandet fram till 1852, då hon företog en resa till Dresden, för att där kopiera olika mästares arbeten. Hon studerade en tid även sångkonsten för Fanny Schäfer i Leipzig och senare för Ludwig Rellstab i Berlin. Under tiden uppträdde hon flera gånger på konserter i Berlin och Frankfurt am Main.
Efter att 1858 ha ingått äktenskap med kaptenen friherre Axel Reinhold Leuhusen (1815–1886) bosatte hon sig i Göteborg, där hon började ägna sig åt sångundervisning, men fortsatte under utrikes resor sina egna studier i sång för professor Wartel i Paris samt i måleri för Lindenschmit i München. Det var under en av dessa resor hon överförde till Paris sin elev och skyddsling sångerskan Kristina Nilsson. 
Sedan 1870 var hon bosatt i Stockholm, där hon fortsatte med att meddela undervisning i sång, och befordrade till utlandets sånginstitut och mästare flera lovande elever. På våren 1874 förtog hon en resa till Dresden för att uteslutande ägna sig åt måleri under James Marhalls ledning och följde med honom, jämte några av hans bästa elever till Florens, där hennes konststudier fortsatte under en längre tid. Med porträttmålningar deltog hon bland annat i Konstakademiens utställningar 1885 och 1887. Hennes porträtt av Kristina Nilsson finns på Musikhistoriska museet i Stockholm och av översten greve Fredric Wilhelm Taube i Kalmar läns museum. Hon målade också altartavlan i Hassle kyrka nära Mariestad. Leuhusen finns representerad vid bland annat Nationalmuseum i Stockholm och vid Norrköpings konstmuseum, Nordiska museet, Malmö museer
Ett minne av denna hennes konstresa är Judith (en kopia efter Varotari) som inköptes av Göteborgs konstmuseum. Adelaïde Leuhusen var ledamot av Kungliga Musikaliska Akademien från 1872.
Den finländska konstnären Albert Edelfelt var familjebekant och målade ett porträtt av Adelaïde Leuhusen 1872.